# Roland Börger (Musiker)
Roland Börger (* 1955 in Santiago de Chile) ist ein in Deutschland tätiger Organist, Kirchenmusiker, Hochschullehrer und Dirigent. Er ist in Leipzig zuhause.

## Werdegang
Roland Börger erhielt seine erste musikalische Ausbildung während seiner Schulzeit am Conservatorio Nacional de Música de la Universidad de Chile in Santiago de Chile. Er studierte in Freiburg im Breisgau Kirchenmusik (A), Chor- und Orchesterdirigieren. 
Von 1982 bis 1993 lehrte er als Dozent Dirigieren an der Hochschule für Musik Freiburg. Gleichzeitig wirkte er als Organist der Evangelischen Studentengemeinde und leitete die "Studentenkantorei Freiburg". Im Jahre 1989 gründete er das Ensemble für Alte Musik "musica viva freiburg", das er bis 2000 leitete.
Börger war von 1989 bis 1993 Kantor und Organist der Christuskirche in Freiburg sowie zuvor Kantor in Kirchzarten. 
Nach der Wiederherstellung des Kirchenmusikalischen Instituts in Leipzig wurde Börger 1993 einer der erstberufenen Professoren. Seitdem war er bis 2021 Professor für Chordirigieren und Leiter der Chöre der Hochschule für Musik und Theater „Felix Mendelssohn Bartholdy“ Leipzig. 
Von 1997 bis 2022 war er Leiter der Cappella Vocale Würzburg. Im Jahr 2001 wurde Roland Börger Gast-Professor, 2011 Ehrenmitglied der Royal Academy of Music in London. Ab 2010 hatte er einen Lehrauftrag für Orgel an der Evangelischen Hochschule für Kirchenmusik Halle.
Börger gibt in Europa, in Südkorea und Südamerika als Organist und Chorleiter Konzerte und Meisterkurse, spielt CDs ein und ist als Juror bei Musik-Wettbewerben tätig. Er ist stellvertretender Vorsitzender des Fördervereins Renaissance-Orgel Pomßen e.V., der Orgel der Wehrkirche Pomßen, und künstlerischer Leiter der Konzerte in Pomßen.

## Diskografie
- CD Festival – 32 Variationen über ein Thema von Beethoven. Figuralchor und Orchester der Christuskirche (Freiburg im Breisgau), Dirigent: Roland Börger. Köln 1995
- CD Orgeln in Sachsen / 4. Richter-Orgel in Pomssen. Klaus-Jürgen Kamprad, Altenburg (Thüringen) 2007